# Asam Kumbang
Asam Kumbang is een bestuurslaag in het regentschap Medan van de provincie Noord-Sumatra, Indonesië. Asam Kumbang telt 15.470 inwoners (volkstelling 2010).